# Akoma Ntoso
Akoma Ntoso (acronyme de l'anglais Architecture for Knowledge-Oriented Management of African Normative Texts using Open Standards and Ontologies) est une norme technique internationale pour représenter des documents exécutifs, législatifs et judiciaires d'une manière structurée à l'aide d'un vocabulaire XML dédié au domaine juridique.
Le terme Akoma Ntoso signifie «cœurs liés» dans la langue akan de l'Afrique de l'Ouest et a été sélectionné pour cette raison pour désigner cette norme. L'acronyme usuel est AKN, pour désigner le format XML AKN.

## Contenu de la norme
Akoma Ntoso définit un ensemble de représentations électroniques élémentaires au format XML de documents de nature juridique, directement exploitable par ordinateur.
La norme est constituée:     
- d'un vocabulaire XML[1] définissant la correspondance entre la structure des documents juridique et leur équivalent en XML;
- d'une spécification de schéma XML[2] définissant la structure des documents juridiques en XML. Elle offre de riches possibilités de description adaptées à différents types de documents parlementaires, législatifs et judiciaires, comme des projets de loi, des actes et documents parlementaires, ou des jugements;
- d'une recommandation de convention de nommage[3]  pour fournir un identifiant unique aux sources légales basé sur le modèle FRBR;
- de la définition d'un type MIME[4]

## Historique et adoption à travers le monde
Akoma Ntoso a démarré comme projet du département des affaires économiques et sociales des Nations unies en 2004 dans le cadre de l'initiative « Renforcement des systèmes d'information des parlements en Afrique ». Le vocabulaire de base a été créé principalement par deux professeurs du Centre de Recherche en Histoire, Philosophie et Sociologie du Droit et en Informatique et Droit (CIRSFID) de l'Université de Bologne. Un premier éditeur de textes législatifs a été développé pour Akoma Ntoso en 2007 sur la base d'OpenOffice.
En 2010, le Parlement Européen a développé une application web open source appelé AT4AM basé sur Akoma Ntoso,pour faciliter la production et la gestion des amendements,. Grâce à ce projet, l'application d'Akoma Ntoso a pu être étendue à de nouveaux types de documents (par exemple, proposition, transcription) et à des scénarios supplémentaires (par exemple, le processus de traduction).
La conception d'Akoma Ntoso a également prise en compte la conformité avec la norme CEN Metalex, qui est utilisée par exemple pour les bases de données du droit britannique et néerlandais.
Les spécifications d'Akoma Ntoso ont été reprises en 2012 comme principale base de travail des activités du Comité technique LegalDocML au sein de la section LegalXML d'OASIS.
Le schéma LexML Brasil pour les documents législatifs et judiciaires brésiliens, développé en 2008, ainsi que le schéma «United States Legislative Markup» (USLM) développé en 2013 pour United States Code (les lois codifiées américaines), ont été conçus de sorte à être cohérents avec Akoma Ntoso,.
Les Archives nationales du Royaume-Uni ont converti en 2014 toute la législation en AKN.
Le Sénat de la République italienne fournit depuis juillet 2016, toutes les lois en AKN dans un référentiel de données ouvertes.
Le ministère fédéral allemand de l'Intérieur a développé un profil d'application allemand avec le nom "LegalDocML.de".
Le Comité de haut niveau pour le management (HLCM), une instance du Conseil supérieur de coordination du Système des Nations unies, a créé un groupe de travail sur les normes documentaires. Celui-ci a adopté en avril 2017 Akoma Ntoso comme norme pour la modélisation de sa documentation.
Akoma Ntoso est finalement adoptée dans sa version 1.0 en tant que norme OASIS en août 2018 dans le cadre de LegalDocML.